# Somatotopia

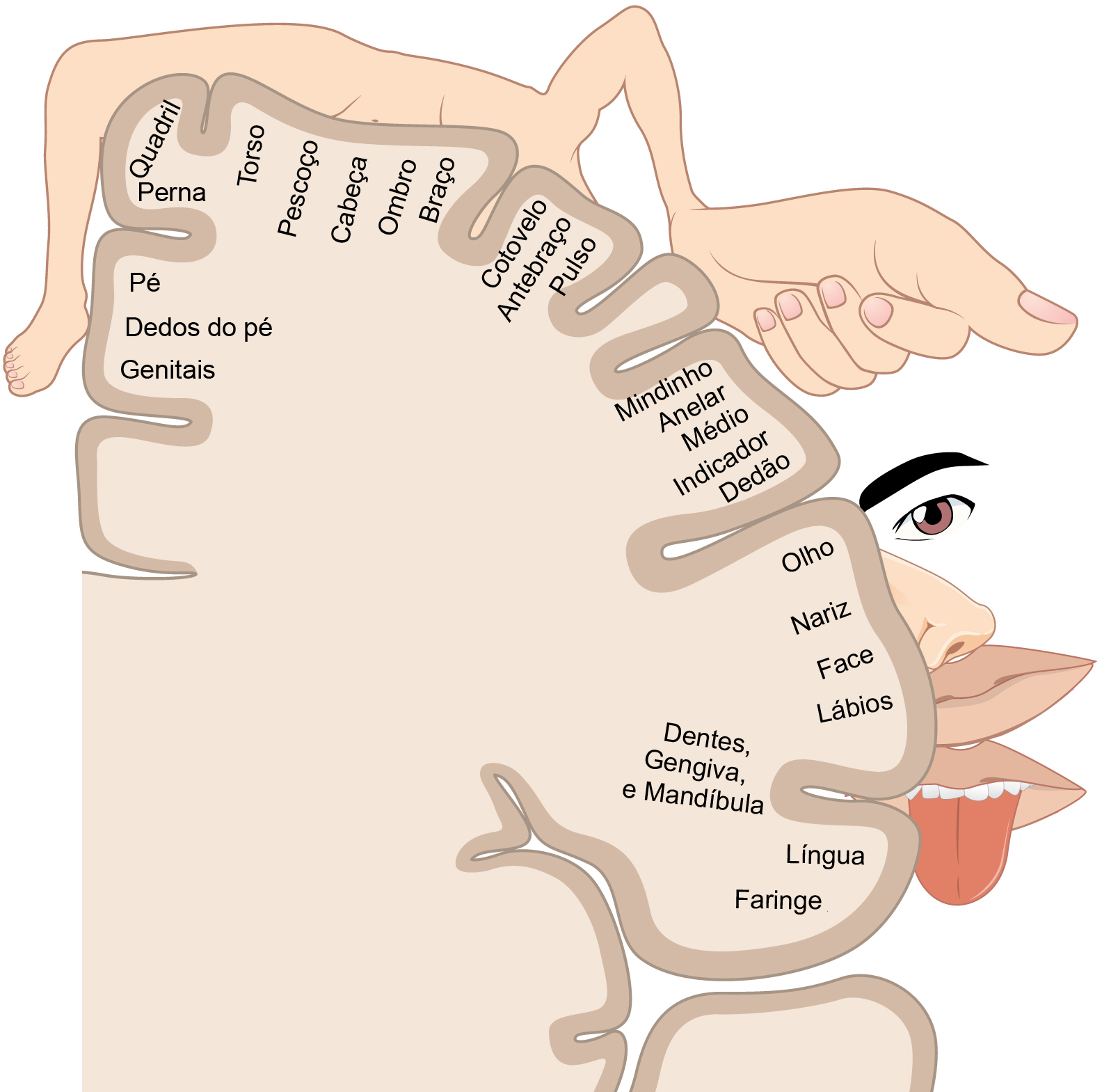
Homúnculo sensorial do giro pós-central

Somatotopia (do grego sõma, -atos, corpo + tópos, lugar) é a correspondência ponto a ponto de uma área do corpo com um ponto específico sistema nervoso central. Tipicamente, uma área do corpo corresponde a um ponto no córtex somatossensorial primário (giro pós-central). Esse córtex é tipicamente representado como um homúnculo sensorial que orienta partes específicas do corpo e suas respectivas locações no homúnculo. A representação do corpo no cérebro, o homúnculo, foi proposto por Wilder Penfield baseada em seus estudos em pacientes com epilepsia intratável.
Áreas como membros superiores e inferiores, dedos, pênis, e a face podem traçar suas localizações sensoriais no córtex somatossensorial. As áreas que tem um controle delicado, como os dedos por exemplo, possuem porções maiores do córtex somatossensorial, enquanto áreas que são controladas menos precisamente, como o tronco, possuem porções menores. Áreas visuais e olfativas seguem os mesmos princípios de mapeamento encontrados nas áreas motoras e sensoriais, em cada caso parece haver um verdadeiro mapa da periferia. Áreas como vísceras não possuem uma localização sensorial no giro pós-central.

## Mapeamento sensório-motor do cerebelo humano

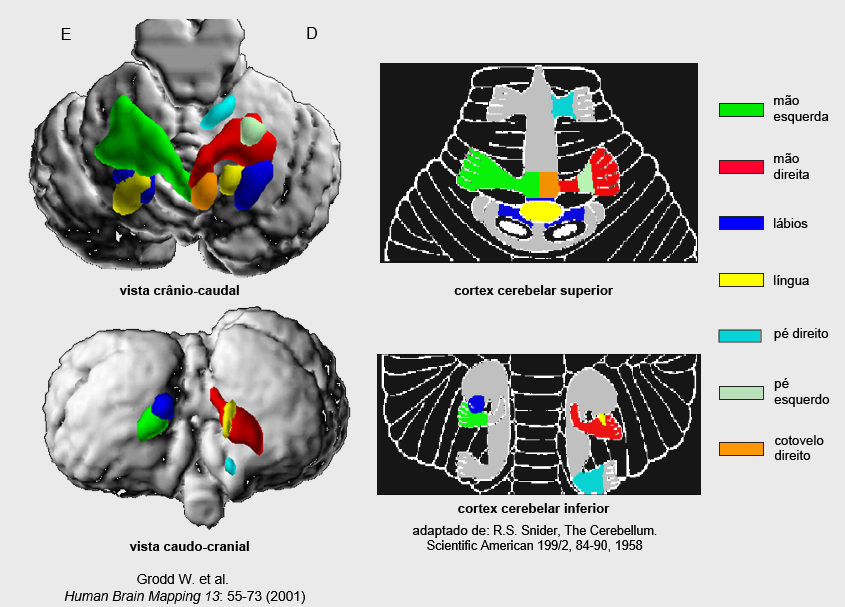
Áreas de ativação de lábios, língua, mãos e pés no córtex cerebelar

Imagens por ressonância magnética funcional (fMRI, do inglês Functional Magnetic Ressonance Imaging) foram usadas para determinar áreas de ativação no córtex cerebelar em humanos durante uma série de tarefas motoras. As áreas de ativação para movimentos de lábios, língua, mãos e pés foram determinadas e descobriu-se estão confinadas fortemente nos lóbulos e sublóbulos e suas zonas sagitais no córtex espinocerebelar rostral e caudal. A ativação mapeou duas representações homunculóides distintas. Uma, mais extensa, localizada de cabeça para baixo no cerebelo superior e uma segunda, duplicada e menor, no cerebelo inferior.